# 민주공화국
민주공화국(民主共和國, Democratic republic)은 엄격한 의미로는 민주주의와 공화제를 모두 다 실시하고 있는 국가를 의미한다. 이러한 국가는 궁극적으로 국가의 권위와 권력이 국민으로부터 나오며, 모든 정부는 국민에 의해 선출된 공무원이 운영한다.
그러나, 실제로는 국명에 민주공화국이라고 표방한 국가는 거의 자유 선거나 공정 선거를 치르지 않았다. 동독으로 알려진 독일민주공화국과 북베트남으로 알려진 베트남 민주 공화국 두 공산주의 국가가 대표적인 예이다. 민주공화국을 표방하고 있는 또 다른 국가인 콩고 민주 공화국은 2011년 프리덤 하우스의 조사에서 6.0(1.0은 완전히 자유로운 국가, 7.0은 완전히 자유롭지 않은 국가)로 "자유롭지 못한" 국가에 속한다. 또한 조선민주주의인민공화국은 독재자가 통치하는 세계에서 가장 비민주적인 국가 중 하나이다.

## 현재의 민주공화국
| 국가명                  | 건국일          | 정부 형태                          |
| ----------------------- | --------------- | ---------------------------------- |
| 중화민국(대만)          | 1911년10월10일  | 대통령제, 공화제                   |
| 대한민국                | 1919 4월 13일   | 대통령제, 공화제                   |
| 콩고민주공화국          | 1960년 6월 30일 | 이원집정부제, 공화제               |
| 알제리                  | 1962년 7월 5일  | 이원집정부제, 공화제               |
| 스리랑카                | 1972년 5월 22일 | 민주사회주의, 이원집정부제, 공화제 |
| 상투메 프린시페         | 1975년 7월 12일 | 의회공화제                         |
| 라오스                  | 1975년 12월 2일 | 마르크스-레닌주의. 일당제          |
| 사하라 아랍 민주 공화국 | 1976년 2월 27일 | 공화제                             |
| 에티오피아              | 1995년 8월      | 의회공화제                         |
| 동티모르                | 2002년 5월 20일 | 이원집정부제, 공화제               |
| 네팔                    | 2008년 5월 28일 | 의원내각제, 공화제                 |

## 과거의 민주공화국
| 국가                      | 건국일           | 멸망일           | 정부 형태                   |
| ------------------------- | ---------------- | ---------------- | --------------------------- |
| 아프가니스탄 민주공화국   | 1978년 4월 30일  | 1992년 4월 28일  | 일당제, 사회주의            |
| 동독                      | 1949년 10월 7일  | 1990년 10월 3일  | 마르크스-레닌주의, 사회주의 |
| 에티오피아 인민민주공화국 | 1987년 2월 22일  | 1991년 5월 27일  | 마르크스-레닌주의, 일당제   |
| 소말리아 민주공화국       | 1969년 10월 21일 | 1991년 1월 26일  | 일당제, 사회주의            |
| 마다가스카르              | 1975년 12월 21일 | 1992년 8월 19일  | 일당제, 사회주의            |
| 수단 민주공화국           | 1973년 5월 8일   | 1985년 10월 10일 | 일당제                      |
| 조지아 민주공화국         | 1918년 5월 26일  | 1921년 2월 25일  | 공화제                      |
| 아제르바이잔 민주공화국   | 1918년 5월 28일  | 1920년 4월 28일  | 의회공화제                  |
| 아르메니아 제1공화국      | 1918년 5월 18일  | 1920년 12월 2일  | 의회공화제                  |
| 베트남 민주공화국         | 1945년 9월 2일   | 1976년 7월 2일   | 일당제, 사회주의            |
| 남예멘                    | 1970년 12월 1일  | 1990년 5월 22일  | 마르크스-레닌주의, 일당제   |
| 예멘 민주공화국           | 1994년 5월 21일  | 1994년 7월 7일   | 단절                        |

## 같이 보기
- 민주주의
- 공화제